# Le Biot
Le Biot is een gemeente in het Franse departement Haute-Savoie (regio Auvergne-Rhône-Alpes) en telt 424 inwoners (2005). De plaats maakt deel uit van het arrondissement Thonon-les-Bains.

## Geografie
De oppervlakte van Le Biot bedraagt 13,3 km², de bevolkingsdichtheid is 31,9 inwoners per km².
De onderstaande kaart toont de ligging van Le Biot met de belangrijkste infrastructuur en aangrenzende gemeenten.

## Demografie
Onderstaande figuur toont het verloop van het inwonertal (bron: INSEE-tellingen).

## Geboren
- Robert Coffy (1920-1995), aartsbisschop en kardinaal